# 國家森林遊樂區
中華民國國有林森林遊樂區（通稱「國家森林遊樂區」）共21處，係中華民國農業部依《森林法》及《森林遊樂區設置管理辦法》劃設之國家森林遊樂區，由農業部林業及自然保育署經營管理。

## 設置情況
2023年8月14日林業及自然保育署宜蘭分署揭牌成立，轄管區域除原有林區外，並納入國軍退除役官兵輔導委員會榮民森林保育事業管理處原轄管棲蘭山大部分林區，整合森林管理。 同日，林業及自然保育署臺中分署揭牌成立，現配合農業部組織改造，整併國軍退除役官兵輔導委員會榮民森林保育事業管理處原轄管大甲溪林區業務，改制為現名。
| 名稱                                        | 管轄單位                        | 所在地                             | 設置時間                                        | 面積（公頃） |
| ------------------------------------------- | ------------------------------- | ---------------------------------- | ----------------------------------------------- | ------------ |
| 內洞國家森林遊樂區                          | 新竹分署                        | 新北市烏來區                       |                                                 | 1,191        |
| 滿月圓國家森林遊樂區                        | 新竹分署                        | 新北市三峽區                       |                                                 | 1,573        |
| 東眼山國家森林遊樂區                        | 新竹分署                        | 桃園市復興區                       | 1991年1月25日                                   | 916          |
| 拉拉山國家森林遊樂區 （页面存档备份，存于） | 新竹分署                        | 桃園市復興區                       | 2023年4月18日                                   | 81.59        |
| 觀霧國家森林遊樂區                          | 新竹分署                        | 新竹縣五峰鄉 苗栗縣泰安鄉          | 1995年11月4日                                   | 907.42       |
| 大雪山國家森林遊樂區                        | 台中分署                        | 台中市和平區                       | 1985年                                          | 3,963        |
| 八仙山國家森林遊樂區                        | 台中分署                        | 台中市和平區                       | 1978年                                          | 2,492        |
| 武陵國家森林遊樂區                          | 台中分署                        | 台中市和平區                       |                                                 | 3,760        |
| 合歡山國家森林遊樂區                        | 南投分署                        | 南投縣仁愛鄉 花蓮縣秀林鄉          | 1963年                                          | 458          |
| 奧萬大國家森林遊樂區                        | 南投分署 （页面存档备份，存于） | 南投縣仁愛鄉                       | 1991年1月25日                                   | 2,787        |
| 阿里山國家森林遊樂區                        | 嘉義分署 （页面存档备份，存于） | 嘉義縣阿里山鄉                     | 1970年6月4日設置省定風景特定區 1975年4月8日更名 | 1,398        |
| 藤枝國家森林遊樂區                          | 屏東分署 （页面存档备份，存于） | 高雄市桃源區                       |                                                 | 770          |
| 雙流國家森林遊樂區                          | 屏東分署                        | 屏東縣獅子鄉                       | 1991年1月25日                                   | 1,596        |
| 墾丁國家森林遊樂區                          | 屏東分署                        | 屏東縣恆春鎮                       | 1970年6月4日設置省定風景特定區 1975年4月8日更名 | 75           |
| 太平山國家森林遊樂區                        | 宜蘭分署                        | 宜蘭縣大同鄉                       | 1989年                                          | 12,631       |
| 明池森林遊樂區                              | 宜蘭分署                        | 宜蘭縣大同鄉英士村                 | 1991年4月29日                                   | 917          |
| 棲蘭森林遊樂區                              | 宜蘭分署                        | 宜蘭縣大同鄉太平村（原土場村併入） | 1992年7月22日                                   | 1,753.53     |
| 池南國家森林遊樂區                          | 花蓮分署 （页面存档备份，存于） | 花蓮縣壽豐鄉                       |                                                 | 169          |
| 富源國家森林遊樂區                          | 花蓮分署                        | 花蓮縣瑞穗鄉                       |                                                 | 191          |
| 向陽國家森林遊樂區                          | 台東分署                        | 臺東縣海端鄉                       | 1994年7月19日                                   | 362          |
| 知本國家森林遊樂區                          | 台東分署                        | 臺東縣卑南鄉                       |                                                 | 111          |

## 外部連結
- 農業部林業及自然保育署台灣森林悠遊網（页面存档备份，存于）
- 交通部觀光署-國家風景區 （页面存档备份，存于）